# Ospedaletto Lodigiano
Ospedaletto Lodigiano é uma comuna italiana da região da Lombardia, província de Lodi, com cerca de 1.574 habitantes. Estende-se por uma área de 8 km², tendo uma densidade populacional de 197 hab/km². Faz fronteira com Brembio, Casalpusterlengo, Livraga, Somaglia, Orio Litta, Senna Lodigiana.

## Demografia
| Variação demográfica do município entre 1861 e 2011                               |
|                                                                                   |
| Fonte: Istituto Nazionale di Statistica (ISTAT) - Elaboração gráfica da Wikipedia |